# Мичихиро Јасуда
Мичихиро Јасуда (јап. 安田 理大; 20. децембар 1987) јапански је фудбалер.

## Каријера
Током каријере је играо за Гамба Осака, Витесе и многе друге клубове.

## Репрезентација
За репрезентацију Јапана дебитовао је 2008. године. За тај тим је одиграо 7 утакмица и постигао 1 гол.

## Статистика
| Јапан  | Јапан   | Јапан  |
| Година | Наступи | Голови |
| ------ | ------- | ------ |
| 2008.  | 5       | 0      |
| 2009.  | 1       | 1      |
| 2010.  | 0       | 0      |
| 2011.  | 1       | 0      |
| Укупно | 7       | 1      |